# Sizwe Ndlovu
Sizwe Ndlovu (Johannesburgo, 24 de septiembre de 1980) es un deportista sudafricano que compitió en remo. Participó en los Juegos Olímpicos de Londres 2012, obteniendo una medalla de oro en la prueba de cuatro sin timonel ligero.

## Palmarés internacional
| Juegos Olímpicos | Juegos Olímpicos      | Juegos Olímpicos | Juegos Olímpicos          |
| Año              | Lugar                 | Medalla          | Prueba                    |
| ---------------- | --------------------- | ---------------- | ------------------------- |
| 2012             | Londres (Reino Unido) | Medalla de oro   | Cuatro sin timonel ligero |